# Bezirksrat (Elsaß-Lothringen)
Der Bezirksrat war ein Verwaltungs- und Gerichtsorgan in den drei Bezirken Oberelsaß, Unterelsaß und Lothringen des Reichslandes Elsaß-Lothringen im Deutschen Reich.
Der Bezirksrat war ein aus dem Bezirkspräsidenten und seinen Räten bestehendes Kollegium, das nicht nur dem Bezirkspräsidenten beratend zur Seite stand, sondern auch als Verwaltungsgericht und als Verwaltungsinstanz selbständig entschied. Der Kaiserliche Rat entschied über Beschwerden gegen Entscheidungen der Bezirksräte in streitigen Sachen und in einigen anderen Fällen.